# Ramón Díaz Eterovic

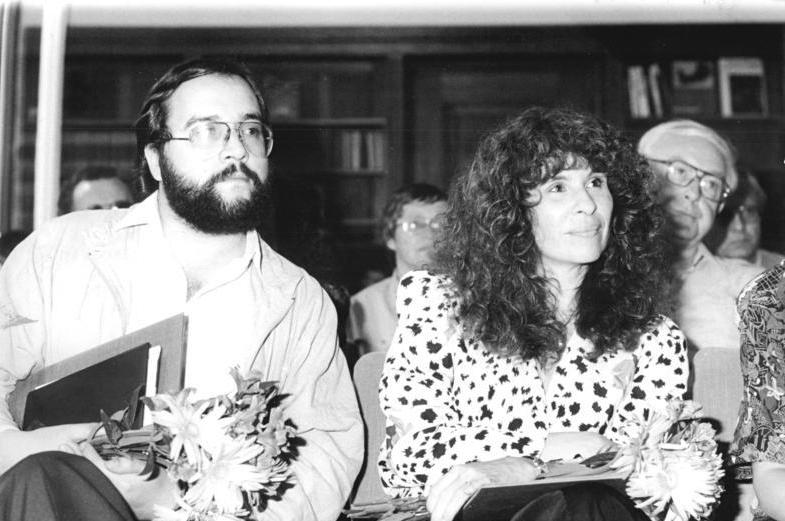
Ramón Díaz Eterovic (links) mit Gioconda Belli 1989 während der Verleihung des Anna-Seghers-Stipendiums der Akademie der Künste der DDR an die beiden Schriftsteller.

Ramón Díaz Eterovic (* 15. Juli 1956 in Punta Arenas) ist ein chilenischer Schriftsteller kroatischer Abstammung. Er lebt heute in der Hauptstadt des Landes, Santiago.
Bekannt ist er nicht nur in Chile für seine Romanreihe um den Detektiv Heredia. Dieser wohnt ebenfalls in Santiago, neigt zur Melancholie und zum Alkoholkonsum. Die zweite Hauptfigur der Romane ist Heredias Kater Simenon, mit dem der Detektiv regelmäßig Zwiegespräche führt. Der erste Roman, La ciudad está triste erschien 1987, also noch während der Militärdiktatur Augusto Pinochets. Dementsprechend geht es bei vielen Fällen, derer Heredia sich annimmt, um Verbrechen, die direkt oder indirekt mit diesem Abschnitt der chilenischen Geschichte zu tun haben. In Nadie sabe más que los muertos etwa beauftragt ihn eine Frau, deren Tochter während der Diktatur von den Militärs verschleppt, gefoltert und umgebracht wurde, mit der Suche nach ihrem Enkel; in Ángeles y solitarios ist Heredia alten Seilschaften von Waffenhändlern auf der Spur.
Von 1980 bis 1995 war Díaz Eterovic Chefredakteur der Poesiezeitschrift La Gota Pura, von 1991 bis 1993 Präsident der Sociedad de Escritores de Chile (i. e. des chilenischen Schriftstellerverbandes). In Chile hat er über 30 Literaturpreise erhalten, darunter 1995 den Premio del Consejo Nacional del Libro y la Lectura (Preis des nationalen Lese- und Bücherrates) sowie 1996 und 2002 jeweils den Premio Municipal de Santiago (den Buchpreis der Stadt Santiago).
Die Heredia-Reihe umfasst bisher zehn Bände, die teilweise auch in andere Sprachen (Portugiesisch, Französisch, Kroatisch u. a.) übersetzt wurden. Zwei erschienen auch auf Deutsch im Diogenes-Verlag, der die Werke Díaz Eterovics aber mittlerweile wieder aus seinem Programm genommen hat.

## Titel der Heredia-Romane
- La ciudad está triste („Die Stadt ist traurig“)
- Solo en la oscuridad („Allein in der Dunkelheit“)
- Nadie sabe más que los muertos („Niemand weiß mehr als die Toten“)
- Nunca enamores a un forastero („Verliebe dich nie in einen Fremden“)
- Ángeles y solitarios („Engel und Einsame“)
- Correr tras el viento („Dem Wind nachlaufen“)
- Los siete hijos de Simenon („Kater und Katzenjammer“)
- El ojo del alma („Das Auge der Seele“)
- El hombre que pregunta („Der Mann, der fragt“)
- A la sombra del dinero („Im Schatten des Geldes“).

Dazu der Erzählband Muchos gatos para un solo crimen („Viele Kater für ein einzelnes Verbrechen“)